# 新洞貨物駅
新洞貨物駅（シンドンかもつえき）は大韓民国慶尚北道漆谷郡にある、韓国鉄道公社（KORAIL）新洞貨物線の駅である。

## 歴史
- 2010年1月2日：開業[1]

## 隣の駅
韓国鉄道公社
新洞貨物線
新洞駅 - 新洞貨物駅